# Paral·lel 41° sud
El paral·lel 41° sud és una línia de latitud que es troba a 41 graus sud de la línia equatorial terrestre. Travessa l'oceà Atlàntic, l'Oceà Índic, l'Australàsia, l'Oceà Pacífic i Amèrica del Sud.
En aquesta latitud el sol és visible durant 15 hores, 8 minuts durant el solstici d'hivern i 9 hores, 13 minuts durant el solstici d'estiu.

## Geografia
En el sistema geodèsic WGS84, al nivell de 41° de latitud sud, un grau de longitud equival a 84,135 km; la longitud total del paral·lel és de 30.289 km, que és aproximadament 76,0% de la de l'equador, del que es troba a 4.541 km i a 5.461 km del pol Sud

## Arreu del món
A partir del Meridià de Greenwich i cap a l'est, el paral·lel 41° sud passa per: 
| Coordenades                               | País. Territori o mar | Notes |
| ----------------------------------------- | --------------------- | --- |
| 41° 0′ S, 0° 0′ E / 41.000°S,0.000°E      | Oceà Atlàntic         | |
| 41° 0′ S, 20° 0′ E / 41.000°S,20.000°E    | Oceà Índic            | |
| 41° 0′ S, 144° 37′ E / 41.000°S,144.617°E | Austràlia             | Tasmània |
| 41° 0′ S, 145° 45′ E / 41.000°S,145.750°E | Estret de Bass        | |
| 41° 0′ S, 146° 59′ E / 41.000°S,146.983°E | Austràlia             | Tasmània |
| 41° 0′ S, 148° 20′ E / 41.000°S,148.333°E | Oceà Pacífic          | Mar de Tasmània |
| 41° 0′ S, 172° 6′ E / 41.000°S,172.100°E  | Nova Zelanda          | Illa del Sud |
| 41° 0′ S, 173° 0′ E / 41.000°S,173.000°E  | Badia de Tasman       | |
| 41° 0′ S, 173° 45′ E / 41.000°S,173.750°E | Nova Zelanda          | Illa del Sud |
| 41° 0′ S, 174° 13′ E / 41.000°S,174.217°E | Estret de Cook        | |
| 41° 0′ S, 174° 56′ E / 41.000°S,174.933°E | Nova Zelanda          | Illa del Nord |
| 41° 0′ S, 176° 7′ E / 41.000°S,176.117°E  | Oceà Pacífic          | |
| 41° 0′ S, 73° 56′ O / 41.000°S,73.933°O   | Xile                  | Los Lagos – passa a través del llac Llanquihue (a 41° 0′ S, 72° 50′ O / 41.000°S,72.833°O)                                      |
| 41° 0′ S, 71° 52′ O / 41.000°S,71.867°O   | Argentina             | Província del Neuquén – passa a través del llac Nahuel Huapi (a 41° 0′ S, 71° 32′ O / 41.000°S,71.533°O) Província de Río Negro |
| 41° 0′ S, 65° 11′ O / 41.000°S,65.183°O   | Oceà Atlàntic         | Golf de San Matías |
| 41° 0′ S, 64° 14′ O / 41.000°S,64.233°O   | Argentina             | Província de Río Negro |
| 41° 0′ S, 62° 38′ O / 41.000°S,62.633°O   | Oceà Atlàntic         | |